# Rašice
Rašice (in ungherese Felsőrás) è un comune della Slovacchia facente parte del distretto di Revúca, nella regione di Banská Bystrica.